# Puzzolan
Puzzolan (italienska: pozzolana), även känt som puzzolanaska, är en fin, sandig vulkanisk aska som ursprungligen upptäcktes och finns i Italien vid Pozzuoli, i området runt Vesuvius, men har på senare tid[när?] setts på flertal andra ställen i landet. 
Puzzolan finns i fyra olika färger; svart, vit, grå och röd.

## Användning
Puzzolan innehåller kiseldioxid i reaktiv form. Den användes redan före vår tideräkning tillsammans med kalk som bindemedel. Numera används begreppet även om andra naturliga och industriframställda tillsatser i cement. 
De ingående ämnena anses ge hydrauliskt murbruk ökad motståndskraft mot havsvatten. Av de naturliga puzzolanerna används särskilt trass (finmalen tuff från Andernach i Eifel). De viktigaste konstgjorda puzzolanerna är gjorda av granulerad masugnsslagg.